# Bertschikon
Bertschikon es una comuna suiza del cantón de Zúrich, situada en el distrito de Winterthur. Limita al norte con la comuna de Ellikon an der Thur, al este con Gachnang (TG) y Frauenfeld (TG), al sureste con Hagenbuch, al sur con Elgg y Elsau, y al oeste y noroeste con Wiesendangen.